# Clubul Sportiv Voința din Târgu Mureș
Clubul Sportiv Voința sau CS Voința este un club sportiv din Târgu Mureș înființat în anul 1950. În anul 1980 clubul avea 8 secții pe ramuri de sport, printre care: popice, aeromodelism, tir cu arcul, etc. 
Performanța notabilă a acestui club a avut loc în anul 1977 când echipa de popice de fete, multiplă campioană națională, a câștigat Cupa Campionilor Europeni la popice.